# 수입 (회계)
수입(收入)은 경제 용어의 하나로, 돈을 얻는 행위를 말한다. 또한 수입은 특정 실체가 특정한 시간 안에 얻는 소비 절약의 기회이며, 일반적으로 금전 용어로 표현된다. 한 해 단위로 계산된 급료는 연봉(年俸)이라고 하며, 이를 지급하는 제도는 연봉제라고 부른다.

## 재정수입

### 강제수입과 영리수입
강제수입이란 국가가 그 강제력에 입각하여 사경제(私經濟)로부터 징수하는 것이며 공경제(公經濟)의 특유한 수입형태인 데에서 공경제수입(公經濟收入)이라고도 한다. 이것은 조세수입(租稅收入)이 주가 되지만 수수료라든가 불환지폐의 발행 등을 포함하여도 무방하여 벌금과 과료 등은 재정 이외의 의의를 갖지만 넓은 의미에서 강제수입에 포함시킬 수도 있다. 한편 영리수입이란 국가가 개인과 마찬가지로 국유재산을 관리하고 또 사기업과 유사한 사업을 경영하여 얻어진 수입인데 전자를 재산수입, 후자를 관업수입이라 부른다. 이것은 사경제와 같이 영리원칙에서 영위된다는 의미에서 영리수입 또는 사경제수입이라고도 말한다. 관업수입에는 철도, 체신, 전매 등의 특별회계 및 조폐공사, 석탄공사 등의 사업특별회계가 올리는 수입이 대표적인 예이다. 그러나 영리수입으로 생각되는 담배의 전매수입 등은 조세에 유사한 강제적 성격을 가지기 때문에 강제수입이라고도 할 수 있으며 실제에 있어서 양자의 구별이 명백하지 않은 경우도 있다.

### 경상수입과 임시수입
경상수입이란 각 회계기간에 계속적으로 나타나는 수입으로서 수입고(收入高)의 변동이 적으며 따라서 미리 예정할 수 있는 수입이다. 이에 대하여 임시수입이란 수입면에 임시적으로 나타나는 것을 가리킨다. 이 구별은 지출면에서 보는 경상비와 임시비와의 구별과 같다. 경상수입에는 경상세, 각종 수수료, 관업수입(官業收入) 등이 있고 임시수입에는 임시세, 공채, 차입금, 공유물 매각대금 등을 들 수 있다.

## 대졸 신입사원 연봉

### 대한민국
2018년 잡코리아가 조사한 바에 따르면 대졸 신입사원 평균 연봉은 중소기업의 경우 2730만 원, 대기업의 경우 4060만원이었다.

## 같이 보기
- 소득세
- 소득 분배
- 소득 불평등에 따른 나라 목록